# Saga de los Fóstbrœðra
La saga de los Fóstbrœðr (es decir Saga de los hermanos de sangre) es una de las sagas islandesas. Cuenta las vicisitudes de los hermanos de sangre Þorgeirr y Þormóðr a principios del siglo XI en Islandia y otros lugares. La versión que contiene Hauksbók de Haukr Erlendsson, es más corta que otras que han sobrevivido pero en contrapartida es mucho más concisa. Se especula que la saga fue escrita entre 1230 y 1270.

## Trama
Þorgeirr es un poderoso y valiente guerrero, capaz de matar por bagatelas o por diversión. Þormóðr también es un guerrero, pero asimismo poeta y mujeriego. La saga comprende poemas de su autoría, entre ellos uno dedicado a su amigo.
La existencia de varias versiones ha favorecido cierta controversia sobre la versión canónica, centrándose las críticas en "cláusulas" que no concuerdan con el estilo general de la obra.